# Investigación del fiscal especial de los Estados Unidos de 2017
La investigación del fiscal especial de los Estados Unidos de 2017 es una investigación dirigida por el exdirector del FBI Robert Mueller como fiscal especial, investigando cualquier coordinación entre la campaña presidencial de 2016 de Donald Trump y el gobierno ruso como parte de las acusaciones de interferencia rusa en las elecciones presidenciales de Estados Unidos de 2016 y asuntos relacionados que surjan en el curso de esta investigación. Mueller ha reunido un equipo de abogados para llevar a cabo la investigación.

## Origen y poderes
El 17 de mayo de 2017, el fiscal general adjunto Rod Rosenstein nombró a Mueller, exdirector del FBI, para servir como fiscal especial del Departamento de Justicia de los Estados Unidos. En esta capacidad, Mueller supervisa la investigación sobre «cualquier vínculo y/o coordinación entre el gobierno ruso y las personas asociadas con la campaña del presidente Donald Trump, y cualquier asunto que surja o pueda surgir directamente de la investigación». Como fiscal especial, Mueller tiene el poder de emitir citaciones, contratar a miembros del personal, solicitar financiación y enjuiciar los delitos federales relacionados con la supuesta interferencia electoral.
El nombramiento siguió a una serie de acontecimientos que incluyeron el despido por parte del presidente Trump del director del FBI James Comey y la alegación de Comey de que Trump le pidió que dejara la investigación del FBI en su ex-Consejero de Seguridad Nacional, Michael T. Flynn.
Rosenstein, en su papel como fiscal general en funciones debido a la recusación del fiscal general Jeff Sessions, tiene autoridad sobre el uso de los recursos del Departamento de Justicia por Mueller y la investigación. En una entrevista con Associated Press, Rosenstein dijo que se recusaría de la supervisión de Mueller si él mismo se convirtiera en un sujeto en la investigación debido a su papel en la destitución de Comey. Si Rosenstein lo rechazara, sus deberes en este asunto serían asumidos por la tercera al mando del Departamento de Justicia, la fiscal asociada Rachel Brand.

## Grandes jurados
El 3 de agosto de 2017, el fiscal especial Mueller seleccionó un gran jurado en Washington, D. C., como parte de su investigación. El gran jurado tiene el poder de citar documentos, exigir testigos para testificar bajo juramento, e indiciar a sospechosos en cargos criminales si se encuentra suficiente evidencia.
El gran jurado de Washington está separado de un anterior jurado de Virginia investigando a Flynn; el caso Flynn ha sido absorbido en la investigación general del fiscal especial. El gran jurado ha emitido citaciones a los involucrados en la reunión entre la campaña Trump y rusos.

## Equipos legales

### Equipo de investigación de Mueller

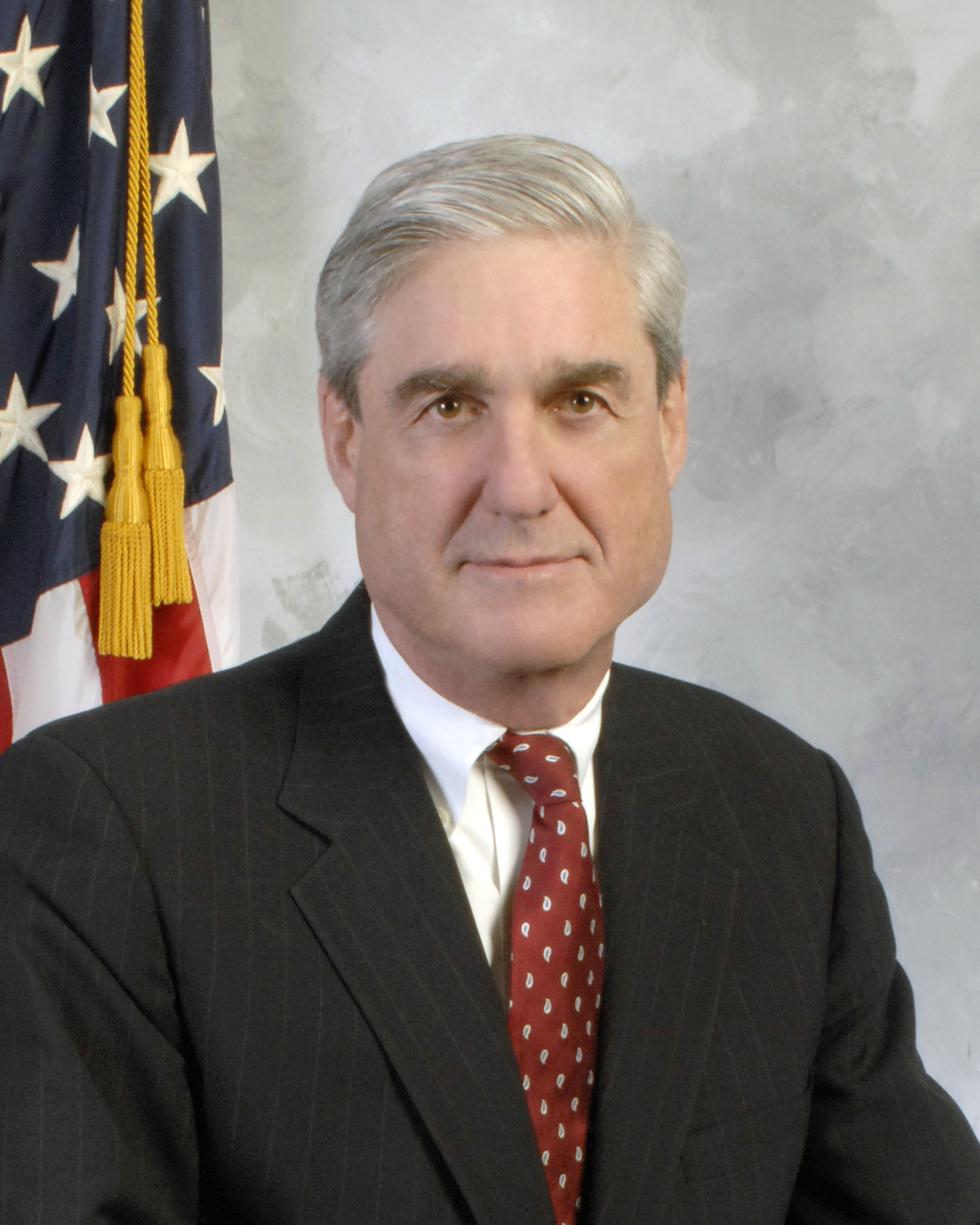
El fiscal especial Robert Mueller.

Politico informó que el «equipo ideal» probablemente tendría de seis a ocho fiscales, junto con asistentes administrativos y expertos en áreas como el lavado de dinero o la interpretación de declaraciones de impuestos. Para agosto de 2017, Mueller, que tiene un papel activo en la gestión de la investigación, contrató a dieciséis abogados, y tenía un personal total de más de tres docenas, incluidos los investigadores y otros no abogados.
Los miembros del equipo incluyen:
- Zainab Ahmad: asistente del fiscal de los Estados Unidos en el Distrito Este de Nueva York, especializada en casos de terrorismo.[17]
- Greg Andres: exvicefiscal general adjunto; gestionó en la división de sobornos extranjeros.[18]
- Rush Atkinson: abogado de juicio en la sección de fraude del Departamento de Justicia.[17]
- Peter Carr: portavoz del equipo, un veterano portavoz del Departamento de Justicia.[19]
- Michael Dreeben: subprocurador de la Procuraduría General, que supervisa el expediente de apelación criminal del Departamento de Justicia; un experto en derecho penal.[15][17][20]
- Andrew D. Goldstein: exlíder de la unidad de corrupción pública del Distrito Sur de Nueva York.[17][21]
- Adam Jed: abogado en la División Civil del Departamento de Justicia, sección de apelación.[22]
- Robert Mueller: jefe de equipo; fiscal especial del Departamento de Justicia.
- Lisa C. Page: abogada del Departamento de Justicia en la Sección de Delitos Organizados de la División Criminal del FBI; anteriormente abogada en la oficina del fiscal general del FBI.[16]
- Elizabeth Barchas Prelogar: asistente de la oficina del procurador general; fluida en ruso; antigua secretaria de justicia de las juezas Ruth Bader Ginsburg y Elena Kagan.[17][23]
- James L. Quarles III: antiguo fiscal especial auxiliar en la Fuerza Especial de Acusación del escándalo Watergate.[17]
- Jeannie Rhee: socia en WilmerHale, especializada en crimen de cuello blanco; una exabogada en la Oficina del Departamento de Justicia de Asesor Jurídico y Asistente Fiscal de los Estados Unidos en el Distrito de Columbia.[17]
- Brandon Van Grack: fiscal de la división de seguridad nacional del Departamento de Justicia.[17]
- Andrew Weissmann: jefe de la Sección de Fraude de la División Criminal del Departamento de Justicia.[9][17]
- Aaron Zebley: exjefe de personal de Mueller en el FBI.[17]
- Aaron Zelinsky: Un abogado en el detalle de la oficina del fiscal del distrito de Maryland.[24][25]

Tras su nombramiento como fiscal especial, Mueller renunció a su cargo en la oficina de Washington del bufete de abogados WilmerHale, junto con dos colegas, Aaron Zebley y James L. Quarles III. El 23 de mayo de 2017, los expertos en ética del Departamento de Justicia de los Estados Unidos anunciaron que habían declarado a Mueller éticamente capaz de funcionar como fiscal especial.

### Equipo de defensa de Trump
Los miembros del equipo incluyen o han incluido:
- Ty Cobb, un abogado de crimen de cuello blanco.[29][30]
- Mark Corallo, portavoz de Kasowitz y la defensa de la Casa Blanca; dimitió del equipo el 20 de julio de 2017.[29]
- John M. Dowd, líder del equipo.[30][31]
- Marc Kasowitz, abogado personal de Trump y primer miembro del equipo; renunció el 20 de julio de 2017.[32][29]
- Jay Sekulow, principal abogado del Centro Estadounidense por el Derecho y la Justicia, una organización social conservadora y de base cristiana.[14][28]

## Temas de las investigaciones

### Acusaciones de interferencia electoral rusa
La responsabilidad principal del fiscal especial es «investigar la interferencia de Rusia en las elecciones presidenciales de 2016». Las agencias de inteligencia estadounidenses concluyeron «con gran confianza» que el gobierno ruso interfirió en las elecciones al hackear los servidores del Comité Nacional Demócrata (DNC) y la cuenta de correo electrónico personal de Google del presidente de la campaña de Hillary Clinton, John Podesta, y enviar su contenido a WikiLeaks, así como por la difusión de noticias falsas promovidas en redes sociales y por penetrar, o tratar de penetrar, los sistemas electorales y bases de datos de múltiples estados de los Estados Unidos. En julio de 2016, el FBI comenzó a examinar estos temas, así como la cuestión de si los miembros de la campaña Trump podrían haber coordinado o cooperado con las actividades de Rusia. Esas investigaciones pasaron a formar parte de la carpeta del fiscal especial.

### Enlaces entre asociados de Donald Trump y funcionarios rusos
Ya en la primavera de 2015, las agencias de inteligencia estadounidenses comenzaron a escuchar conversaciones en las que funcionarios del gobierno ruso, algunos dentro del Kremlin, discutieron asociados de Donald Trump. En una de esas conversaciones, funcionarios rusos dijeron que habían cultivado una fuerte relación con Flynn y creían que podrían usarlo para influir en Donald Trump y su equipo.
Varios asociados de Trump, entre ellos Flynn, el presidente de la campaña Trump Paul Manafort y otros miembros de la campaña mantuvieron contactos repetidos con altos funcionarios de inteligencia rusos durante 2016. En particular, el embajador ruso Serguéi Kisliak se reunió con varios miembros de la campaña Trump y nominados a la administración. Flynn se vio obligado a dimitir como Consejero de Seguridad Nacional el 13 de febrero de 2017, después de que se revelara que el 29 de diciembre de 2016, el día en que Barack Obama anunció sanciones contra Rusia, Flynn había discutido las sanciones con Kisliak. Flynn había reconocido anteriormente haber hablado con Kisliak, pero negó haber discutido las sanciones. También en diciembre de 2016, Flynn y el asesor presidencial Jared Kushner se reunieron con Kisliak con la esperanza de establecer una línea de comunicación directa y secreta con los funcionarios rusos que las agencias de inteligencia estadounidenses desconocerían. Kushner también se reunió con Serguéi Gorkov, el jefe del banco estatal ruso Vnesheconombank. Flynn y Kushner no informaron de estas reuniones en sus formularios de autorización de seguridad.
Agentes del FBI, trabajando con el fiscal especial, allanaron la casa de Manafort en julio de 2017. La incursión de no aviso usó una orden federal de búsqueda, autorizando a los agentes a buscar documentos tributarios y registros bancarios en el extranjero. Se incautó una amplia gama de documentos y otros artículos. Antes de la incursión, Manafort había proporcionado voluntariamente algunos documentos a los investigadores del Congreso, incluyendo notas que tomó durante la reunión de Veselnitskaya.
El equipo de Trump emitió múltiples denegaciones de cualquier contacto entre los asociados de Trump y Rusia, pero muchas de esas negaciones resultaron ser falsas.

### Reunión entre la campaña Trump y rusos
El 9 de junio de 2016 se realizó una reunión en Trump Tower de Nueva York entre tres miembros de la campaña presidencial de Donald Trump (Kushner, Manafort y Donald Trump Jr.) y al menos otras cinco personas, entre ellas la abogada rusa Natalia Veselnitskaya. El publicista británico Rob Goldstone había sugerido la reunión a Trump Jr., que se arregló en una serie de correos electrónicos que luego se hicieron públicos.
Trump Jr. dijo inicialmente a la prensa que la reunión se celebró para discutir la adopción de niños rusos por estadounidenses. Agregó que aceptó la reunión con el entendimiento de que recibiría información para levantar oposición contra Hillary Clinton. Goldstone había declarado en su correo electrónico que el gobierno ruso estaba involucrado y que era parte de su apoyo a la campaña Trump. El equipo de Mueller está investigando los correos electrónicos y la reunión.

### Obstrucción de la justicia
Al principio de la presidencia de Trump, funcionarios de la Casa Blanca supuestamente pidieron a funcionarios de inteligencia si podían intervenir con el FBI para detener la investigación de Flynn. En marzo, Trump habría discutido la investigación del FBI sobre Rusia con el director de Inteligencia Nacional Dan Coats y el director de la Agencia Central de Inteligencia, Mike Pompeo, y preguntó si podrían intervenir con Comey para limitarla o detenerla. Cuando le preguntaron en una audiencia del Comité de Inteligencia del Senado sobre el informe, Coats dijo que no discutiría las conversaciones que tuvo con el presidente, pero «nunca me sentí presionado para intervenir en la investigación de Rusia de ninguna manera».
En febrero de 2017 se informó que funcionarios de la Casa Blanca habían pedido al FBI que emitiera una declaración de que no había habido contacto entre asociados de Trump y fuentes de inteligencia rusas durante la campaña de 2016. El FBI no hizo la declaración solicitada y observadores notaron que la solicitud violaba los procedimientos establecidos sobre el contacto entre la Casa Blanca y el FBI con respecto a investigaciones pendientes. Después de que Comey revelara en marzo que el FBI estaba investigando la posibilidad de connivencia entre la campaña de Trump y Rusia, Trump llamó a Coats y al director de la Agencia de Seguridad Nacional, el almirante Michael S. Rogers, y les pidió declarar públicamente que no había evidencia de connivencia entre su campaña y los rusos. Tanto Coats como Rogers creyeron que la solicitud era inapropiada, aunque no ilegal, y no hicieron la declaración solicitada. Los dos intercambiaron notas sobre el incidente, y Rogers hizo un memorando contemporáneo para documentar la solicitud.
En mayo de 2017, un memorándum de febrero de Comey se hizo público acerca de una conversación en el Despacho Oval con Trump el 14 de febrero de 2017, en la que se describe a Trump como intentando de persuadir a Comey para que abandone la investigación del FBI sobre Flynn. El memorándum señala que Trump dijo: «Espero que puedas ver tu camino libre para dejar pasar esto, dejar que Flynn se vaya, él es un buen tipo. Espero que puedas dejar ir esto». Comey no hizo ningún compromiso a Trump sobre el tema. En testimonio ante el Comité de Inteligencia del Senado el 8 de junio, Comey dio un informe detallado sobre la conversación del 14 de febrero, incluyendo la sugerencia de Trump de que debía «dejar» la investigación de Flynn. Comey dijo que «lo tomé como una dirección ... lo tomé como que esto es lo que él quiere que haga». Agregó que era «una cosa muy inquietante, muy preocupante», y que discutió el incidente con otros líderes del FBI. Comey creó memos similares sobre cada llamada telefónica y reunión que tuvo con el presidente.
El FBI inició una investigación contra Donald Trump por obstrucción de la justicia pocos días después del despido del 9 de mayo de Comey. La Fiscalía Especial se hizo cargo de la investigación judicial por obstrucción de la justicia y, según los informes, se entrevistó con el director de Inteligencia Nacional Coats, el director de la Agencia de Seguridad Nacional Rogers y el subdirector de la ASN Richard Ledgett. ABC News informó en junio que el fiscal especial estaba reuniendo información preliminar sobre posibles obstrucciones de la justicia, pero que no se había iniciado una investigación a gran escala. El 16 de junio, Trump tuiteó: «I am being investigated for firing the FBI Director by the man who told me to fire the FBI Director! Witch Hunt!» («¡Estoy siendo investigado por despedir al director del FBI por el hombre que me dijo que despidiera al director del FBI! ¡Cacería de brujas!»). Sin embargo, Sekulow dijo que el tuit de Trump se refería a un artículo del 14 de junio de The Washington Post que informaba que estaba bajo investigación por obstrucción de la justicia, y que Trump no ha sido realmente notificado de ninguna investigación.

### Investigaciones financieras
La investigación del fiscal especial se amplió para incluir a Trump y los vínculos financieros de sus asociados con Rusia. El FBI está revisando los registros financieros de Trump, The Trump Organization, los miembros de la familia de Trump y su personal de campaña, incluyendo las actividades inmobiliarias de Trump, que habían estado bajo escrutinio federal antes de la campaña. Según CNN, crímenes financieros pueden ser más fáciles para los investigadores de demostrar que cualquier crimen que provenga directamente de connivencia con Rusia. El equipo del fiscal especial se puso en contacto con Deutsche Bank, que es la principal institución bancaria que hace negocios con The Trump Organization.
Mueller está investigando posible lavado de dinero por parte de Manafort. Las actividades financieras de Manafort también están siendo investigadas por los Comités de Inteligencia del Senado y la Cámara, el fiscal general de Nueva York y el fiscal del distrito de Manhattan.

### Actividades de Flynn
Como parte de la investigación, el fiscal especial Mueller asumió el control de una investigación criminal con sede en Virginia sobre la relación entre Flynn y el empresario turco Kamil Ekim Alptekin. Flynn Intel Group, una consultora de inteligencia, recibió $ 530 000 por la compañía Inovo BV de Alptekin para producir un documental y realizar investigaciones sobre Fethullah Gülen, un clérigo turco exiliado que vive en los Estados Unidos. El fiscal especial está investigando si el dinero provino del gobierno turco y si Flynn devolvió fondos a un intermediario para ocultar la fuente original del pago. Los investigadores también están examinando las finanzas de Flynn de manera más general, incluidos los posibles pagos de empresas rusas y del gobierno japonés. Los documentos de la Casa Blanca sobre Flynn se han solicitado como prueba. La persona principal dentro del equipo de Mueller para esta investigación es Brandon Van Grack.

## Cargos criminales
Hasta enero de 2019, el Asesor Especial ha iniciado públicamente procedimientos penales contra 34 personas -siete ciudadanos estadounidenses, 26 ciudadanos rusos y un ciudadano holandés- y tres organizaciones rusas. Dos individuos adicionales han sido acusados como resultado de referencias a otras oficinas del FBI.
El 25 de enero de 2019, Roger Stone, exasesor del presidente estadounidense Donald Trump, es acusado por un gran jurado federal y arrestado por cargos de obstrucción, declaraciones falsas y manipulación de testigos como parte de la investigación del abogado especial Robert Mueller sobre la interferencia rusa en las elecciones presidenciales de 2016.

## Reacciones
El nombramiento de Mueller para supervisar la investigación de inmediato obtuvo un amplio apoyo de los demócratas y algunos republicanos en el Congreso. El senador demócrata Chuck Schumer dijo: «El exdirector Mueller es exactamente el individuo adecuado para este trabajo. Ahora tengo una confianza mucho mayor de que la investigación seguirá los hechos dondequiera que conduzcan». La senadora demócrata Dianne Feinstein declaró: «Bob era un excelente fiscal de los Estados Unidos, un gran director del FBI y no hay mejor persona a la que se le pueda pedir que realice esta función». Ella agregó: «Él es respetado, tiene talento y tiene el conocimiento y la habilidad para hacer lo correcto». El representante republicano Jason Chaffetz tuiteó que «Mueller es una gran selección, de credenciales impecables y que debería ser ampliamente aceptada». El apoyo republicano en el Congreso fue tibio: el representante Peter T. King dijo: «Está bien. Simplemente no creo que sea necesario».
El exfiscal estadounidense Preet Bharara escribió del equipo que «Bob Mueller está reclutando a los profesionales más inteligentes y experimentados que tienen un largo historial de independencia y excelencia». El exfiscal especial Kenneth Starr, que había investigado a Bill Clinton durante la administración Clinton, dijo que el equipo era «un gran, gran equipo de profesionales completos».
Más tarde, conservadores, incluyendo a los comentaristas políticos Laura Ingraham, Ann Coulter y el expresidente de la Cámara Newt Gingrich (este último quien al principio había elogiado a Mueller por su «integridad y honestidad»), declararon que Mueller debería ser despedido y la investigación cerrada. Christopher Ruddy, fundador del sitio web de noticias de extrema derecha Newsmax, y un amigo de Trump, declaró que el presidente había considerado despedir a Mueller.
El 23 de junio de 2017, Trump declaró que los miembros del equipo de Mueller eran «todos partidarios de Hillary Clinton, algunos de ellos trabajaron para Hillary Clinton». PolitiFact calificó la afirmación de Trump «En su mayor parte falsa», señalando que sólo tres habían hecho contribuciones de campaña a Hillary Clinton y uno había defendido a la Fundación Clinton en los tribunales. Un miembro del equipo había hecho contribuciones al representante republicano Chaffetz y al senador republicano George Allen. En una entrevista con The New York Times publicada el 19 de julio de 2017, Trump declaró que no habría nombrado a Sessions como fiscal general si hubiera sabido que iba a recusarse a sí mismo de la investigación. Además, Trump confirmó que consideraría como una violación si el fiscal especial investigaba las finanzas de él y de su familia en relación con Rusia.
El 25 de junio de 2017, se informó que un grupo pro-Trump había lanzado un anuncio con la comentarista conservadora Tomi Lahren, que atacó a Mueller y la investigación.
El 3 de agosto de 2017, en una manifestación estilo campaña en Virginia Occidental, Trump continuó negando cualquier participación de Rusia en su campaña o victoria: «La historia de Rusia es una fabricación total. Es sólo una excusa para la mayor derrota en la historia de la política estadounidense, eso es todo lo que es». Esto ocurrió el mismo día que el anuncio de que otro gran jurado había sido impaneled.

## Opinión
Una encuesta de mayo de 2017 de Politico/Morning Consult mostró que el 81 % de los votantes estadounidenses estaban a favor de la investigación del fiscal especial. Una encuesta de junio de 2017 de Associated Press/NORC Center for Public Affairs Research preguntó a los adultos si la investigación del fiscal especial podría ser justa e imparcial: el 26 % estaba «extremadamente confiado» o «muy confiado»; 36 % estaban «moderadamente confiados»; y un 36 % «no estaban muy seguros» o «no confiaban en absoluto».